# Residencial las Olas
Residencial las Olas är en ort i Mexiko.   Den ligger i kommunen Cosoleacaque och delstaten Veracruz, i den sydöstra delen av landet, 500 km öster om huvudstaden Mexico City. Residencial las Olas ligger 23 meter över havet och antalet invånare är 1 391.
Terrängen runt Residencial las Olas är mycket platt. Runt Residencial las Olas är det tätbefolkat, med 530 invånare per kvadratkilometer. Närmaste större samhälle är Coatzacoalcos, 13,2 km öster om Residencial las Olas. Omgivningarna runt Residencial las Olas är en mosaik av jordbruksmark och naturlig växtlighet.